# Hesperothamnus
Genre
Hesperothamnus est un genre de plantes à fleurs dicotylédones de la famille des Fabaceae, sous-famille des Faboideae, originaire du Mexique, qui comprend cinq espèces acceptées.

## Liste d'espèces
Selon The Plant List (16 octobre 2018) :
- Hesperothamnus brachycalyx Rydb.
- Hesperothamnus ehrenbergii (Harms) Harms
- Hesperothamnus littoralis (Brandegee) Brandegee
- Hesperothamnus pentaphyllus (Harms) Harms
- Hesperothamnus purpusii (Harms) Harms